# Sanguine Hum
Sanguine Hum is een Britse band, die opgericht werd in 2009. Ze is een verlengstuk van Antique Seeking Nuns. Thuisbasis is Oxford.
Hun eerste album was een downloadalbum, vervolgens verscheen in 2010 een fysiek album, in 2012 een livealbum (alleen download en dvd).

## Leden
- Joff Winks – zang, gitaar, drummachine, samples
- Matt Baber – toetsinstrumenten, (elektronsiche) percussie
- Paul Mallyon – slagwerk, percussie (2009-2011)
- Andrew Booker – slagwerk, percussie (2011-)
- Brad Waissman – basgitaar

## Discografie
- 2009: Sanguine Hum plays the Nuns (download)
- 2010: Diving bell
- 2012: Sanguine Hum live in America (download)
- 2013: The weight of the world
- 2015: Now we have light
- 2016: What we ask is where we begin - The Songs for days sessions
- 2018: Now we have power
- 2020: A trace of memory